# Barra Velha
Barra Velha este un oraș în Santa Catarina (SC), Brazilia.